# زاندرا اسمیزک
زاندرا اسمیزک (آلمانی: Sandra Smisek؛ زادهٔ ۳ ژوئیهٔ ۱۹۷۷) یک بازیکن فوتبال اهل آلمان است.
از باشگاه‌هایی که در آن بازی کرده‌است می‌توان به اف.اف.سی فرانکفورت و اف سی آر ۲۰۰۱ دویسبورگ اشاره کرد.
وی همچنین در تیم ملی فوتبال زنان آلمان بازی کرده‌است.